# Heikki Kinnunen

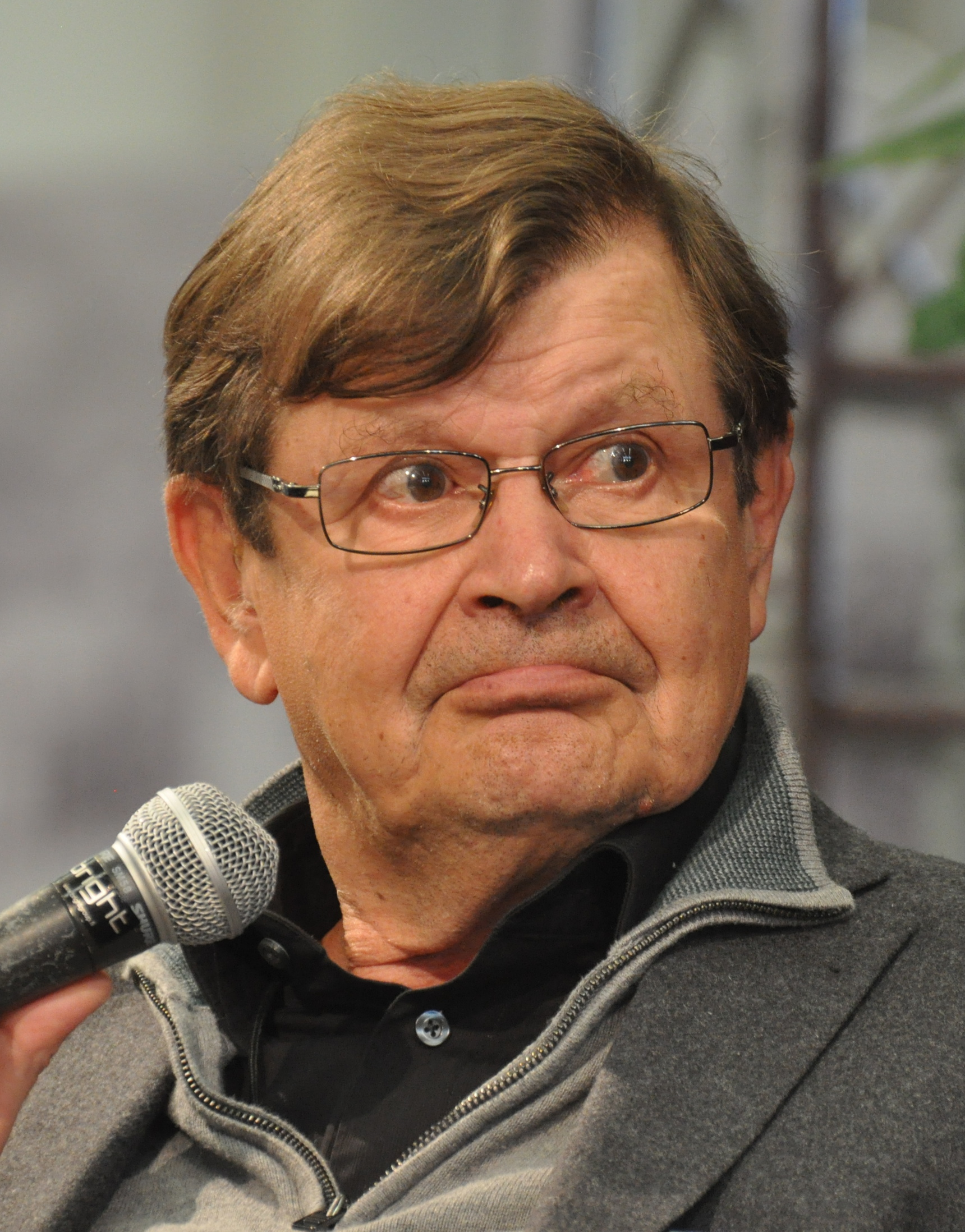
Heikki Kinnunen.

Heikki Pentti Ilmari Kinnunen, född 8 april 1946 i Brahestad, är en finländsk skådespelare och sångare. 
Kinnunen debuterade under slutet av 1960-talet. Han medverkade i Ylioppilasteatteris Lappo-operan och i Lappobruden, den sistnämnda blev film 1970 i Mikko Niskanens regi. Åren 1967–1971 var han anställd vid Finlands nationalteater. Under den teaterhistoriskt viktiga tiden på Åbo stadsteater 1971–1977 var han en av teaterns starkaste förmågor och blev känd genom många betydande roller. Han regisserades av Ralf Långbacka bland annat i Galileo Galilei (Andrea) och av Kalle Holmberg i Sju bröder (Aapo). Därefter arbetade han vid KOM-teatern 1977–1979, vid Helsingfors stadsteater 1983–1990 och engagerades 2002 vid Tammerfors teater. Som frilans 1990–2002 ägnade sig han bland annat åt Arenateatern i Hagnäs, där han utnyttjade sina komikertalanger till max, bland annat i Pygmalion (1998) tillsammans med sin tidigare hustru Satu Silvo. Han har vidare varit Mackie Kniven i Tiggaroperan, Estragon i Samuel Becketts I väntan på Godot, Platonov i Ralf Långbackas regi i den stora Tjechovsatsningen på Helsingfors stadsteater 1986. Sångkunnig som han är, har han medverkat i flera musikaler, bland annat som teaterkatten Gus i Cats (Helsingfors stadsteater). Han utgav 1997 memoarverket Kansalainen Kinnunen. Han tilldelades Pro Finlandia-medaljen 2009.